# Mirakle Couriers
Mirakle Couriers — индийская курьерская компания, в которой работают только глухие сотрудники. Основана в 2009 году, главный офис располагается в Мумбаи. Осуществляет как внутрииндийскую, так и международную доставку.
В Индии 8 млн глухих жителей, из них только 67 % имеют работу, одна из основных целей компании — сделать эту группу населения экономически активной и более значимой для общества.
Как правило, слабослышащие люди обладают хорошей зрительной памятью и хорошо ориентируются на местности, обладая хорошим зрением, они сильны в чтении карт, все эти качества делают их конкурентоспособными в сравнении с людьми, занимающимися курьерским делом с нормальным слухом.
В 2009 году после окончания обучения в Оксфорде по специальности «Социальное предпринимательство» индиец Друв Лакра, вернувшись на родину, основал компанию Mirakle Couriers. Изначально бизнес был запущен на собственные средства, однако для расширения понадобились финансовые вливания, и в 2010 году был взят кредит у фонда Echoing Green Fellowship, который был погашен за 24 месяца.
На Друва Лакра многократно выходили венчурные инвесторы, но получали отказ из-за нежелания создателя компании ввязываться в их тактику, направленную в конечном итоге на приоритет получения прибыли над социальной составляющей проекта. Именно социальная составляющая бизнеса нашла отзыв у клиентов, и довольно быстро компания стала конкурентоспособной на рынке Индии, одним из первых клиентов Mirakle Couriers стала компания Vodafone.
В штате компании состоит из 64 человек: 4 менеджеров, 20 женщин, обрабатывающих заказы, и 44 курьеров. Компания готова забрать у клиента посылку с 5:30 до 22:00 семь дней в неделю в любом месте Мумбаи и гарантирует её доставку в любую точку Индии в течение 24 часов. Международные посылки, согласно стандартам компании, доставляются в срок не более 4-х суток. Ежемесячно компания осуществляет 65 000 доставок, при том, что курьеры передвигаются по городу исключительно пешком или на общественном транспорте (глухие не могут получить водительские права в Индии). Процент выполнения заказов в срок составляет 98 %.
Управление курьерами осуществляется через SMS, все курьеры одеты в оранжевую униформу с вышитым на футболке названием компании и именем курьера, схема получения посылок от клиентов автоматизирована под глухих, каждый курьер имеет при себе штрихкодер и печатное устройство.
Среди ключевых клиентов Mirakle Couriers можно выделить следующие компании: Vodafone, Mahindra & Mahindra Limited, The Aditya Birla Group, Victory Art Foundation, JSW Group, Indian Hotels Company, Godrej Group и Essel Propack,.